# Língua kiliwa
A língua kiliwa (k'olew, também chamada kiliwi ou quiligua) é um dos idiomas falados no México, especificamente pelo povo kiliwa.

## História
A língua Kiliwa foi amplamente estudada por Mauricio J. Mixco, que publicou textos em Kiliwa, além de um dicionário e estudos de sintaxe.
Ainda em meados da década de 1900, Mixco relatou que os membros da comunidade nativa falavam universalmente Kiliwa como sua primeira língua, com muitos Kiliwas também bilíngües em Paipai. No início do século XXI, o Kiliwa ainda é falado; um censo de 2000 relatou 52 falantes. No entanto, a linguagem é considerada em perigo de extinção.
Kiliwa é uma língua da Cúpula da Língua Familiar Yuman, realizada anualmente desde 2001.

## Classificação
Kiliwa é o representante mais ao sul da família Yuman, e aquele é mais distinto das demais línguas, que constituem o Núcleo Yuman. Os vizinhos do Kiliwa ao sul, o Cochimí falavam uma língua ou uma família de línguas que provavelmente estava intimamente relacionada, mas não dentro da família Yuman. Consequentemente, os Kiliwa encontram-se no histórico "centro de gravidade" para a diferenciação entre Yuman e Cochimí e dentro dos Yuman.
Os historiadores da situação linguística précia não estão de acordo se os ancestrais linguísticos do Kiliwa têm mais probabilidade de terem migrado norte para a península da Baixa Califórnia, separadamente dos ancestrais dos Cochimí e dos Yumans Centrais, ou se eles se diferenciavam desses grupos. A técnica controversa da gloto-cronologia sugere que a separação de Kiliwa do Núcleo Yuman pode ter ocorrido há cerca de 2.000 a 3.000 anos..

## Morfologia
A morfologia na língua Kiliwa consiste em muitos afixos e clíticos. Mais destes estão presentes nos verbos do que nos substantivos. Esses afixos geralmente são intocados e adicionados a uma raiz modificada.

## Sintaxe
Kiliwa é uma língua verbo-final que geralmente segue a ordem sujeito-objeto-verbo. Cláusula de objeto dependente deve ser encontrada antes do verbo, enquanto cláusulas relativas ou adjetivas aparecem à direita do substantivo que elas modificam

## Topônimos
Os seguintes topônimos Kiliwa são do mapa feito por Mixco (2000:70).
Assentamentos
- xaʔ kwpan - Agua Caliente
- xpiʔ kwnaan - San Isidro
- mxwaa - Los Coches
- pnyil - Santo Domingo
- kwʔiy yuwuʔ - San Quintin
- xwiym xaʔ - San Felipe
- ʔipaʔ cʔaa - Tijuana
- xwa nymat - Mexicali
- xaʔtay hwatuʔ - Ensenada
- yuwl ʔmat - Santa Catarina

Pontos da natureza
- kwʔiy yaquʔ - Salinas
- xyil - Cañón de la Esperanza
- xyaaw - Paso San Matias Pass
- kwmsalp - Ponto Colnett

Mountanhas
- ʔmuw wiiy - Cerro Borrego
- nyaay wiiy - um pico no sul do Cerr Cerro Borrego
- muw waʔ wiiy - Cerro Salvatierra
- ʔqhaay spkwin - um pico no sul do Cerro Salvatierra
- mt waay walu wiiy - Picacho de Diablo
- ʔxaal haq - Sierra de San Pedro Martir
- kwnyiil wiiy - Cerro Colorado, Tijuana

Corpos d’água
- xaʔ tay - Oceano Pacífico
- cwilu tay - Arroyo Grande
- ʔmat pcux – Riacho San Jose
- mswan – Riacho San Telmo
- xmir – Rio San Rafael
- xaʔ hyil - Rio Colorado

## Fonologia

### Consoantes
|             |             | Labial | Bilabial | Dental | Alveolar | Palatal | Velar | Velar       | Uvular | Glotal | Glotal |
| plana       | labializada | Labial | Bilabial | Dental | Alveolar | Palatal | plana | labializada | Uvular |        |        |
| ----------- | ----------- | ------ | -------- | ------ | -------- | ------- | ----- | ----------- | ------ | ------ | ------ |
| Nasal       | Nasal       | m      |          |        | n        | ɲ       |       |             |        |        |        |
| Oclusiva    | Oclusiva    |        | p        |        | t        |         | k     | kʷ          | q      | ʔ      |        |
| Africada    | Africada    |        |          |        | tʃ       |         |       |             |        |        |        |
| Fricativa   | Surda       |        |          |        | s        |         | x     | xʷ          |        | h      | hʷ     |
| Fricativa   | Sonora      |        | β        | ð      |          |         | ɣ     | ɣʷ          |        |        |        |
| Vibrante    | Vibrante    |        |          |        | r        |         |       |             |        |        |        |
| Aproximante | Aproximante |        |          |        | l        | j       |       | w           |        |        |        |

### Vogais
i, u, ii, uu

a, aa

### Tons
(1) Alto, (2) Decrescente, (3) Baixo

### Escrita
A língua Paipai  usa o alfabeto latino sem as letras F, V, Z; Usa as formas Ch, Ñ e o apóstrofo